# Eupithecia exornata
Eupithecia exornata är en fjärilsart som beskrevs av Barnes och Mcdunnough 1912. Eupithecia exornata ingår i släktet Eupithecia och familjen mätare. Inga underarter finns listade i Catalogue of Life.